# Chanas
Chanas ist eine französische Gemeinde mit 2.714 Einwohnern (Stand: 1. Januar 2022) im Département Isère in der Region Auvergne-Rhône-Alpes; sie gehört zum Arrondissement Vienne und zum Kanton Roussillon. Die Einwohner werden Chanasien(ne)s genannt.

## Geografie
Chanas liegt etwa 25 Kilometer südlich von Vienne. Im Westen von Chanas fließt die teilweise kanalisierte Rhône, im Süden ihr Zufluss Dolon. Umgeben wird Chanas von den Nachbargemeinden Salaise-sur-Sanne im Norden, Agnin im Nordosten, Bougé-Chambalud im Osten, Saint-Rambert-d’Albon im Süden, Peyraud im Südwesten sowie Sablons im Westen.
Durch die Gemeinde führen die Autoroute A7 und die Route nationale 7 sowie die frühere Route nationale 82.

## Bevölkerungsentwicklung
| Jahr                       | 1962 | 1968 | 1975 | 1982 | 1990 | 1999 | 2006 | 2017 |
| -------------------------- | ---- | ---- | ---- | ---- | ---- | ---- | ---- | ---- |
| Einwohner                  | 1289 | 1374 | 1451 | 1484 | 1727 | 1931 | 2255 | 2589 |
| Quellen: Cassini und INSEE |      |      |      |      |      |      |      |      |

## Sehenswürdigkeiten
- Kirche Saint-Laurent aus dem 19. Jahrhundert
- Schloss Montbreton
- Museum Le Dolon (Mineralien und Fossilien)